# 花果街道
花果街道，是中华人民共和国湖北省十堰市张湾区下辖的一个乡镇级行政单位。

## 行政区划
花果街道下辖以下地区：
二堰铺社区、花果园社区、花园新村社区、铸一新村社区、头堰社区、安沟社区、岔河村、二堰村、花果村、蔡家村、桃子村、大路村、安沟村、小岭村、茶店村、丁家村、陈家村和花园村。